# Silence (film)
Silence är en amerikansk historisk dramafilm från 2016 som bygger på romanen Tystnaden (Chinmoku) från 1966 av Shusaku Endo. Filmen regisserades av Martin Scorsese som skrev manuset tillsammans med Jay Cocks.

## Handling
Filmen handlar om två jesuiter som söker efter sin försvunne mentor, Ferreira. Ferreira sägs ha förkastat Jesus och konverterat till buddhismen. Filmen utspelar sig till bakgrund mot förföljelserna av kristna i Japan under 1600-talet.  

## Rollista (urval)
- Andrew Garfield – Rodrigues
- Adam Driver – Garupe
- Liam Neeson – Ferreira
- Issei Ogata – Inoue
- Yôsuke Kubozuka – Kichijiro
- Tadanobu Asano – översättaren
- Shinya Tsukamoto – Mokichi
- Yoshi Oida – Ichizo
- Ciarán Hinds – fader Valignano
- Nana Komatsu – Monica
- Kaoru Endô – Uneme
- Béla Baptiste – Dieter
- SABU – samurajen[3]

## Om filmen
Silence är den första film Martin Scorsese skrev manuset till sedan Maffiabröder. Scorsese läste originalromanen när han var i Japan för att spela in Akira Kurosawas drömmar. American Film Institute valde filmen som en av de 10 bästa filmerna 2016. Filmmusiken är mycket sparsam och utgörs främst av lågmäld synth och traditionella japanska trummor och blåsinstrument. Det mesta av filmen är inspelad i Taiwan. Tre skådespelare i filmen (Tadanobu Asano, Shinya Tsukamoto & SABU) spelar även tillsammans i yakuzafilmen Ichi the Killer.